# Draget (näs)

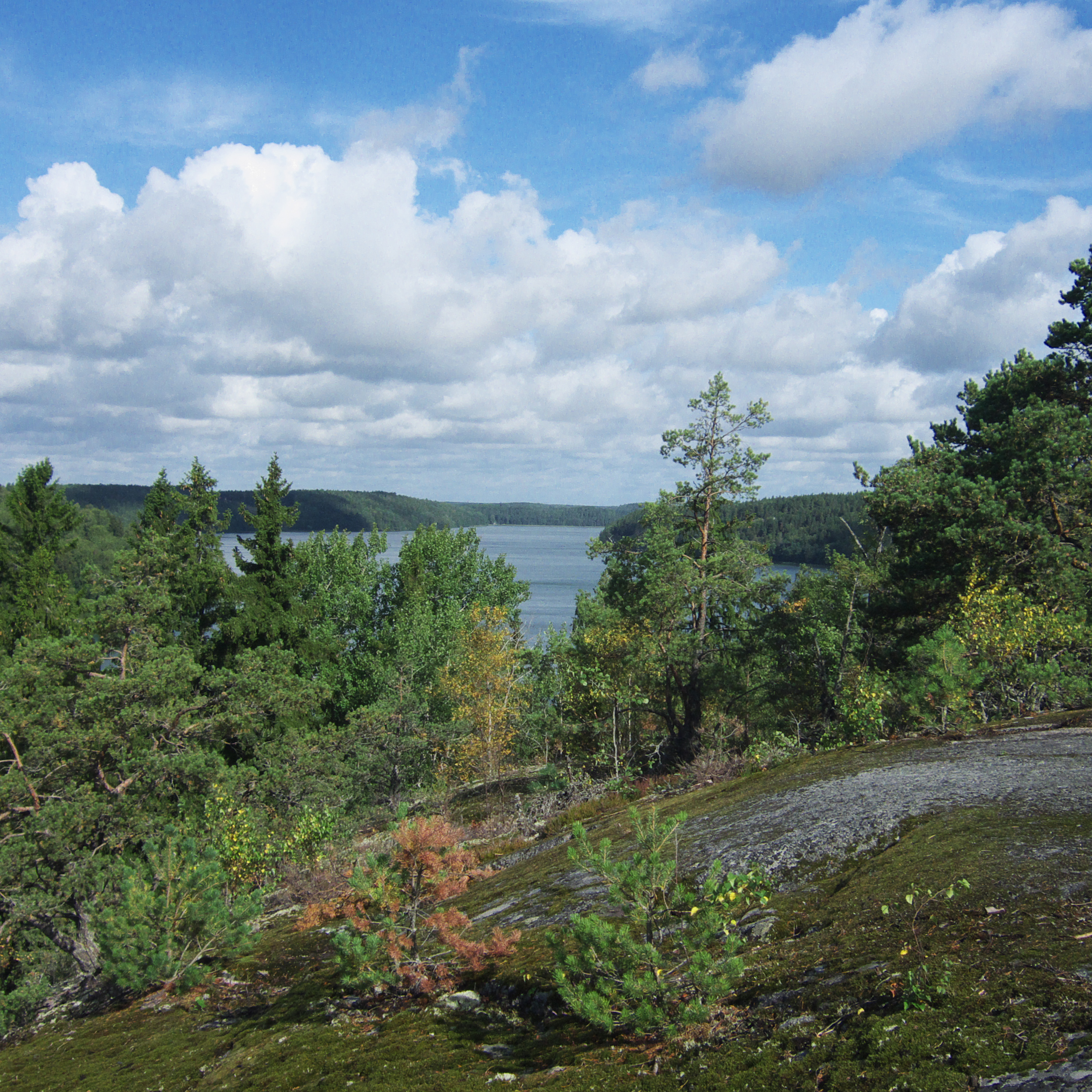
Utsikten från Dragets fornborg över Lilla Ullfjärden

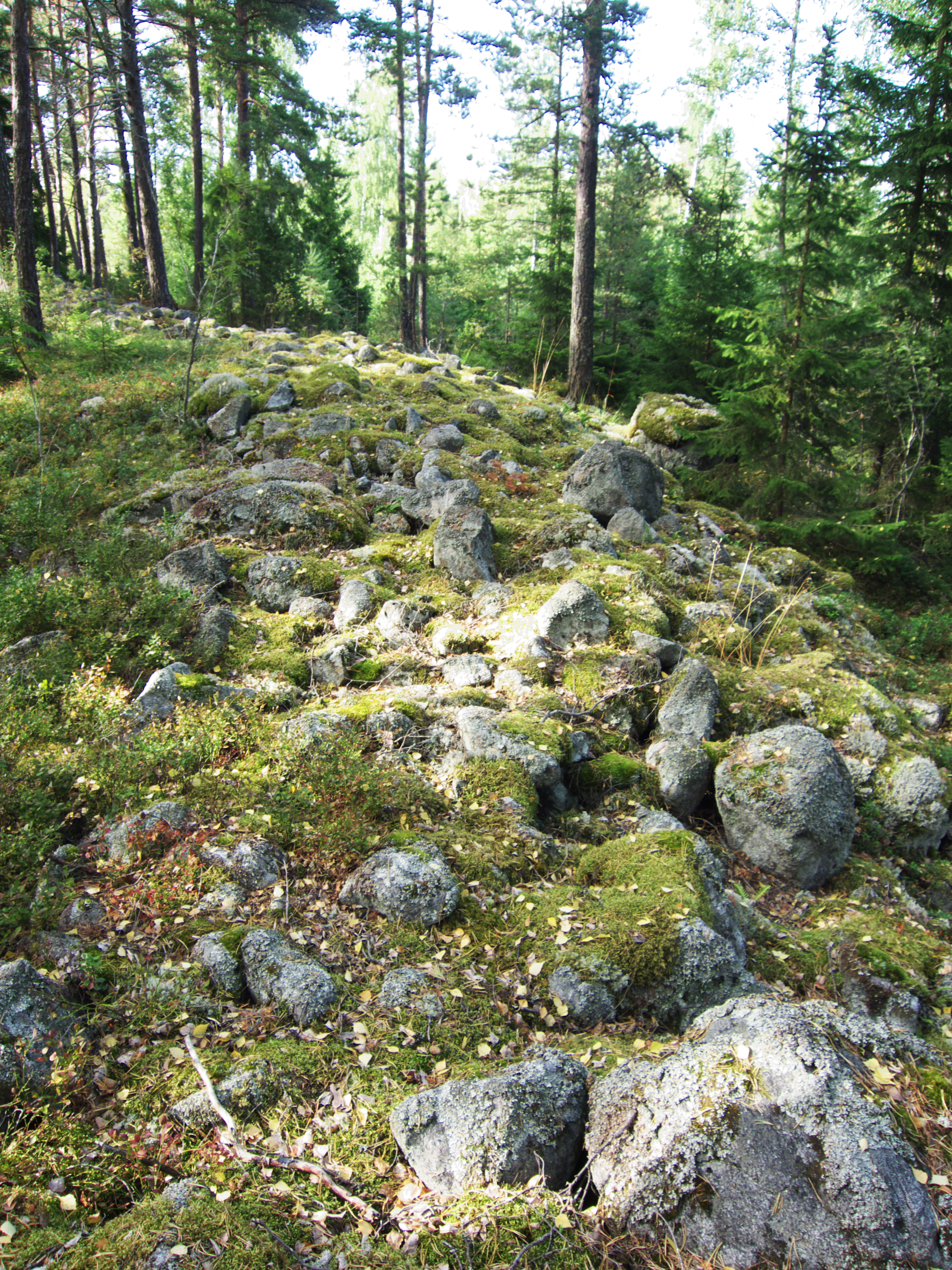
Del av stenvallen omkring Dragets fornborg

Draget är ett näs som utgör gränsen mellan Håbo kommun i Uppsala län och Upplands-Bro kommun i Stockholms län. Näset är den enda fasta landförbindelsen mellan Bro-landet i öster (kring Bro) och fastlandet i väster (vid Bålsta). Därför har huvudvägen mellan Stockholm och Västerås alltid passerat här, dess äldsta fas representeras av ett omfattande hålvägssystem i den branta slänten ned mot Draget. Därtill har det varit en viktig sidoled till Almarestäket som fortfarande är en farbar sjöled mellan Uppsala och Mälaren. Näset sträcker sig från Kalmarviken och Kalmarsand i söder till Lilla Ullfjärden i norr. Namnet kan härledas till att man förr hade stockanordningar för att kunna dra båtar över näset. 
Draget har genom sitt strategiska läge varit en viktig knutpunkt och passagen har skyddats av en fornborg invid näsets norra ända. Fornborgen benämns Borgen eller Skansborgen, ligger i Håtuna socken i Upplands-Bro kommun och är omkring 300 gånger 190 meter stor. Fornborgen är begränsad i väst-sydväst av branta sluttingar och stup och i nord-öst-syd av delvis branta sluttningar som är förstärkta av en 440 meter lång stenvall. I söder finns även en yttre vall som är omkring 50 meter lång. Vallarna är 3–6 meter breda och som högst en meter höga. Det har funnits åtminstone tre ingångar, en i söder och två i nordost, vilket kan innebära att platsen snarare fungerat som en kultplats än en försvarsanläggning. Innanför vallen finns fyra rösen och innanför muren finns ytterligare två par rösen. Det största röset är fyra meter i diameter och en halvmeter högt. Borgens inre består av tämligen flacka och jämna berghällar.
Vid arkeologiska undersökningar 1996–1997 framkom att anläggningen troligen är från yngre stenålder, vilket gör den till Mälardalens äldsta vallanläggning. Omedelbart utanför anläggningen har arkeologerna hittat tydliga spår efter både tillfälliga och fasta boplatser.
Fornborgens militära funktion togs under medeltiden över av biskopsborgen på Arnö.

### Fotnoter
1. ↑  Riksantikvarieämbetet, 187:1.
2. ↑  Riksantikvarieämbetet, 108:1.
3. ↑  Stockholms läns museums webbplats
4. ↑  ukforsk.se